# Vermilion Oilrig 380
Koordinaten: 28° 12′ 0″ N, 92° 12′ 0″ W
Vermilion Oilrig 380, auch Vermilion Oil Platform 380, ist eine Ölförderplattform im Golf von Mexiko. 
Die Plattform befindet sich 130 Kilometer südlich der Bucht Vermilion Bay in Louisiana. Die Wassertiefe an der Stelle beträgt 750 Meter. Eigentümer ist das Unternehmen Mariner Energy mit Sitz in Houston. Im Jahre 2009 soll sie etwa 31 Milliarden Liter Öl aus dem Ölfeld Vermilion 380 gefördert haben.
Am 2. September 2010 kam es zu einer Explosion. Die 13 Beschäftigten auf der Plattform konnten gerettet werden. Zu diesem Zeitpunkt hieß es, die Plattform habe nicht gefördert, später war von einer Förderung von rund 225.000 Litern Öl und 25.000 Kubikmetern Erdgas am Tag die Rede.
Nach Angaben der US-Küstenwache wurde nach der Explosion ein etwa 1,5 Kilometer langer Ölschleier entdeckt, der in der Nähe der Plattform auf dem Wasser treibt. Die Umweltschutzorganisation Greenpeace reagierte alarmiert auf den erneuten Unfall.